# 米爾維爾 (加利福尼亞州)
米爾維爾（英語：Millville）是位於美國加利福尼亞州沙斯塔縣的一個人口普查指定地區。

## 地理
米爾維爾的座標為40°33′21″N 122°11′07″W / 40.55583°N 122.18528°W，而該地最高點為海拔高度157米（即510英尺）。

## 人口
根據2010年美國人口普查的數據，米爾維爾的面積為21.272平方千米，當中陸地面積為20.839平方千米，而水域面積為0.433平方千米。當地共有人口727人，而人口密度為每平方千米34人。